# Émilienne Raoul

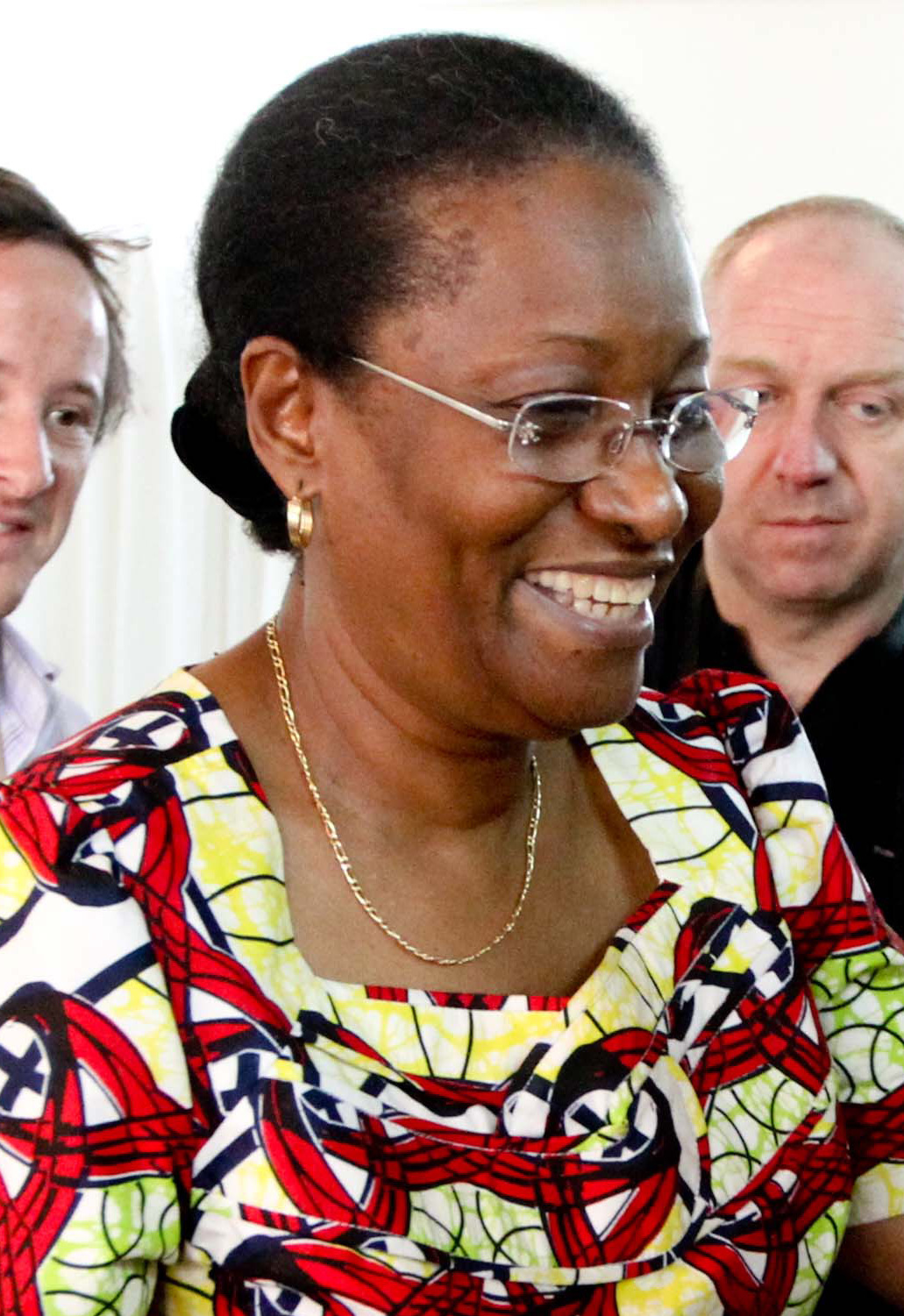
Émilienne Raoul (2012)

Émilienne Genevieve Raoul, geborene Matingou (* 7. Januar 1945 in Brazzaville, Französisch-Äquatorialafrika) ist eine kongolesische Geographin und Politikerin. Sie diente dem Land zeitweise als Ministerin für Soziale Angelegenheiten (2002–2016) sowie als Gesundheitsministerin (2007–2009). 

## Leben

### Jugend und Ausbildung
Émilienne Raoul wurde am 7. Januar 1945 in Brazzaville geboren, der damaligen Hauptstadt der französischen Kolonie Äquatorialafrika und heute Hauptstadt des Kongo. Nach ihrer Schulausbildung studierte sie bis 1982 Geographie an der Université des Sciences et Techniques in Lille (heute Université de Lille 1) und schloss dies mit einer Dissertation mit dem Titel „Les activités des femmes en milieu urbain: le cas de Brazzaville“ ab. Nach ihrer Rückkehr lehrte und forschte sie am geographischen Institut der Marien-Ngouabi-Universität. Sie heiratete später den kongolesischen Politiker Alfred Raoul und nahm dessen Namen an.

### Politische Laufbahn
Von 1998 bis 2002 war Raoul Mitglied des nationalen Übergangsrats, einem provisorischen Parlaments, das nach dem Ende des Bürgerkrieges 1997 die legislativen Aufgaben des Landes übernahm.
Nach Ende der Übergangszeit kandidierte Raoul als unabhängige Kandidatin bei den ersten Wahlen im Mai/Juni 2002 für einen Sitz in der Nationalversammlung. Sie errang in der Stichwahl ein Mandat im Wahlkreis des 7. Arrondissements der Hauptstadt Brazzaville. Letztendlich trat Raoul das Mandat jedoch nicht an, da sie von Staatspräsident Denis Sassou-Nguesso in sein Kabinett berufen wurde. Sie übernahm das Ressort für soziale Angelegenheiten, Familie und Veteranen am 18. August 2002. Am 3. März 2007 erhielt Raoul im Rahmen einer Kabinettsumbildung zusätzlich noch die Zuständigkeit für Gesundheit. Diese verlor sie nach zwei Jahren, am 15. September 2009, wieder.
Nachdem Staatspräsident Denis Sassou-Nguesso die Wahlen im März 2016 erneut gewonnen hatte, wurde Raoul nicht erneut für einen Posten im Kabinett berufen.

### Privat
Raoul ist Witwe und hat zwei Kinder.